# معركة الجهراء
مَعْرَكَةُ الْجَهْرَاءِ هي معركة وقعت في 10 أكتوبر سنة 1920 خلال الحرب النجدية الكويتية بين الشيخ سالم المبارك الصباح حاكم الكويت وقوات الإخوان بقيادة فيصل الدويش شيخ قبيلة مطير في قرية الجهراء غرب مدينة الكويت بتاريخ 10 أكتوبر سنة 1920. انتهت المعركة بانتصار باهظ الثمن للإخوان واستيلائهم على قرية الجهراء، فيما لجأ حاكم الكويت مع بعض قواته إلى القصر الأحمر وتحصن به، طوق الإخوان الحصن وفرضوا عليه الحصار، وعرضوا شروط الصلح على حاكم الكويت الشيخ سالم والتي رفضها؛ مما دفع الإخوان إلى مهاجمة القصر لكنهم فشلوا في اقتحامه، وبالرغم من النجاح الذي حققته القوات الكويتية في الدفاع عن القصر إلا أن نقص المياه قد فاقم مصاعبهم في تحمل الحصار وعندما أشرقت عليهم شمس في اليوم الثاني للمعركة، كاد أن ينفذ صبرهم لولا وصول سفن شراعية قادمة من مدينة الكويت لنجدتهم، مما رفع معنوياتهم، من جانبه حاول فيصل الدويش أن يجس نبض المحاصرين داخل القصر، فأرسل لهم أحد فقهاء الإخوان، لاستكمال شروط الصلح آنفة الذكر فتظاهر الشيخ سالم المبارك الصباح بقبول تلك الشروط دون أن يفكر بالأخذ بها جديًا ولم يكن يهمه يومئذ سوى الإفلات من الحصار، فأوعز إلى كاتبه أن يكتب جوابًا إلى فيصل الدويش يظهر فيه خضوعه لشروط الصلح على أن تنسحب قوات الإخوان عن القصر والجهراء، فرحل الإخوان عن الجهراء باتجاه الصبيحية جنوب الكويت في يوم 12 أكتوبر. حاول الإخوان التفاوض مع الشيخ سالم لاستكمال الصلح، إلا أن انه رفضها وقام بطلب المساعدة العسكرية البريطانية. وقام البريطانيون بجلب سفن عسكرية للكويت وألقوا منشورات فوق مخيم الإخوان بالصبيحية عن طريق الطائرات لتحذيرهم من مهاجمة الكويت، فيما أرسل ابن سعود إلى فيصل الدويش ينهاه عن مهاجمة الكويت الأمر الذي دفع الإخوان لمغادرة مخيمهم في الصبيحية عائدين إلى نجد، في نهاية المطاف قام الشيخ خزعل الكعبي حاكم المحمرة بالوساطة لاستكمال الصلح بين سلطان نجد عبد العزيز آل سعود وحاكم الكويت الشيخ سالم المبارك الصباح.

## الخلفية التاريخية
كانت معركة الجهراء إحدى نتائج الصراع الحدودي بين إمارة الكويت وإمارة نجد والذي تحول إلى صراع دموي شهد معارك بين الطرفين، بدأ الصراع بين الإمارتين نتيجة التوسع الذي شهدته إمارة نجد وضمها لأجزاء واسعة من الجزيرة العربية، إذ تمكّنت الرياض من ضم أغلب مدن وبلدات منطقة وسط الجزيرة العربية فيما عدا إمارة حائل إلا أن نقطة التحول حدثت عام 1913 حينما استولت إمارة نجد على لواء الأحساء العثماني في شرق الجزيرة العربية ونتيجة لذلك أصبحت حدود الإمارة النجدية متاخمة لإمارة الكويت، وكانت شرارة الصدام الحدودي بين الإمارتين قد اندلعت عام 1919 حينما أراد حاكم الكويت الشيخ سالم الصباح بناء مدينة صغيرة على حدوده الجنوبية في خور بلبول؛ وقد تسببت هذه الخطوة في نشوب أزمة سياسية بين الرياض والكويت نتيجة اعتراض الأمير عبد العزيز آل سعود على المشروع باعتبار أن خور بلبول من أراضي القطيف التابعة له، وسرعان ما تدخلت بريطانيا التي كانت تهيمن سياسيًا على منطقة الشرق الأوسط عقب سقوط الامبراطورية العثمانية ونتيجة للوساطة البريطانية توقف الشيخ سالم عن فكرة تعمير بلبول.
ما أن انتهت مسألة بلبول حتى ثار خلاف حدودي جديد بين الكويت والرياض عام 1920 يتعلق بملكية أبار قرية حيث شيد الإخوان من قبيلة مطير هجرة لهم في ذلك الموقع في مايو من نفس العام، الأمر الذي أثار الشيخ سالم باعتبار أن أبار قرية تدخل ضمن حدود الكويت حسب المعاهدة الأنجلو-عثمانية لعام 1913 حاول الشيخ سالم أن ينهى الإخوان عن البناء إلا أنهم رفضوا التوقف ما لم يأتهم أمر صريح من الأمير عبد العزيز آل سعود فأدرك الشيخ أن أعمال أولئك الإخوان لم تكن إلا بإيعاز من ابن سعود.
حاول الشيخ سالم في البداية حل المشكلة سياسيًا فعرضها على المندوب البريطاني السامي في بغداد، إلا أنه أهمل المسألة. فلجأ الشيخ سالم إلى الحل العسكري وأرسل سرية بقيادة دعيج الصباح مؤلفة من 300 رجل إلى الإخوان، وحال وصول دعيج الصباح إلى حمض أرسل يهدد الإخوان ويطلب منهم مغادرة أبار قرية أو يغزوهم، فأرسلوا يستنجدون فيصل الدويش الذي سار إليهم وهاجم الكويتيين في معركة حمض.
وبعد هزيمة السرية أرسل الشيخ سالم إلى حاكم حائل خصم عبد العزيز آل سعود يستنجده فأرسل له ضاري بن طوالة وأنزله الجهراء ثم أمره مع دعيج الصباح أن يقوما بمهاجمة قرية مرة ثانية، وخلال المسير بلغ عبد العزيز آل سعود خبر مغزى ضاري الطوالة ودعيج الصباح فأمر فيصل الدويش بإنجاد أهل قرية ولما علم كل من ضاري ودعيج خبر استعداد الإخوان أدركوا الصعوبة التي سيلاقونها فرجعوا إلى الجهراء ثم أرسل الشيخ سالم 3 فرق الأولى بقيادة ابن طواله أغارت على أبار اللهابة والثانية بقيادة ابن ماجد أغارت على الرماح والثالثة بقيادة كران أغارت على الشباك، وكانت هذه الغارات ناجحة فقام الإخوان بتعقبهم حتى وصلوا إلى الجهراء وقبل وصولهم الجهراء خرج الشيخ السالم من مدينة الكويت وتوجه الجهراء حال علمه بأن الإخوان يتقدمون إليها.

### الخلاف الحدودي

#### أزمة خور بلبول

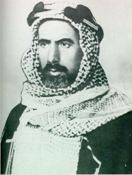
الشيخ سالم المبارك الصباح.

شهدت سنة 1919 اضطرابًا في العلاقات، بين نجد والكويت وذلك بسبب خلاف حدودي نشب بينهما، بدأ الخلاف الحدودي حينما أبحر الشيخ سالم في 13 سبتمبر 1919 جنوبا باتجاه خور بلبول بالقرب من رأس منيفة من أجل بناء مدينة تجارية في ذلك المكان، وكان خور بلبول يتمتع بميناء طبيعي حصين للسفن الشراعية، وقريب من مغاصات للؤلؤ وبه آبار للمياه وكان الشيخ سالم يخطط أن يبني لنفسه حصناً هناك، ثم يسمح، ويشجع في بناء بلدة حدودية في جنوب الكويت، وبحسب المعاهدة الأنجلو-عثمانية لعام 1913 فإن حدود الكويت تمتد جنوبا إلى رأس منيفة حيث تبدأ حدود لواء الإحساء العثماني.
حينما بلغ الملك عبد العزيز ذلك خشي أن تنافس بلبول مدينة الجبيل بالتجارة والغوص على اللؤلؤ فكتب إلى الشيخ سالم ينهاه عن البناء إلا أن الشيخ سالم أجاب بالرفض، فقام الملك عبد العزيز بإبلاغ الوكيل السياسي البريطاني بالكويت، الرائد جون مور، احتجاجه على تعدّي الشيخ سالم على أراضي القطيف التابعة لنجد، وعلى الرغم من إصرار الشيخ سالم على أن بلبول تقع ضمن أراضي الكويت، إلا أنه في نهاية المطاف تخلّى خطته في تعمير بلبول.

#### أزمة هجرة قرية

الأمير عبد العزيز آل سعود أول الجالسين من اليسار في الكويت عام 1910

في بداية سنة 1920 قامت بعض قبائل الإخوان من مطير ببناء هجرة لهم في آبار منطقة قرية التي يملكونها، فلما بلغ ذلك الشيخ سالم المبارك الصباح حاكم الكويت، أرسل إلى قائدهم هايف بن شقير أحد أقاربه من مطير لكي يمنعه من البناء في أرض هي من حدود الكويت الجنوبية غير أنه رفض إلا أن يأتيه أمر ممن كانت له الكلمة النافذة عليه، مما أثار الشيخ سالم فامتنع عن تصدير الغلال والسلع الأخرى إلى اتباع ابن سعود أرسل الشيخ سالم سرية بقيادة الشيخ دعيج بن سلمان الصباح مكونة من 200 رجل و100 خيّال إلى الإخوان، فنزلت السرية في حمض بالقرب من الإخوان، ويشير المؤرخ الكويتي عبد العزيز الرشيد المعاصر للواقعة إن الشيخ سالم أراد من إرسال السرية أن تدخل الرعب في قلوب الإخوان وأن تثنيهم عن مواصلة البناء في قرية. فيما يذكر المؤرخ أمين الريحاني أن السرية حينما وصلت إلى حمض كتبت إلى الإخوان في قرية تهددهم بالقتل إن لم يخلوا المكان.

### معركة حمض
حينما جاءت السرية أرسل الإخوان يستنجدون فيصل بن سلطان الدويش أمير الأرطاوية الذي قدم إلى حمض بصحبة 2,000 رجل، ثم هاجم الإخوان السرية في حمض، وحينما بلغت أخبار الهجوم سلطان نجد عبد العزيز آل سعود كتب يؤنب فيصل الدويش لتجاوزه الأوامر التي انحصرت بالدفاع لا الهجوم، فأجاب الأخوان أن الكويتيين جاؤوا معتدين وأنهم وصلوا إلى مكان لا يبعد عنهم إلا أربع ساعات فقط.
في الكويت قام الشيخ سالم بطلب ضاري بن طوالة وإنزاله ومن معه من شمر في الكويت وكانوا حين إذ في صفوان شمال الكويت فأنزلهم عنده وفرق عليهم المال، ورأى الشيخ سالم أن يغزو ابن شقير ومن معه من الإخوان في قرية، فأرسل ضاري بن طوالة مع الشيخ دعيج بن سلمان الصباح لغزو هايف بن شقير والإخوان في قرية العليا.
إلا أن القوات التي أرسلها الشيخ سالم لم تهاجم الإخوان في قرية، حيث قيل أن كل من ضاري بن طوالة والشيخ دعيج بن سلمان الصباح اختلفا بالطريق على القيادة فرجعوا للجهراء دون أن يهاجما أحدًا، وقيل أن قوات الشيخ دعيج بن سلمان الصباح وضاري بن طوالة وبينما هم سائرون قد انفلت منها أحد الموالين للإخوان خفية وذهب لينذر ابن شقير وقومه فعلم الجيش بالصعوبة التي سيلاقيها فرجع أدراجه.
وبعد معركة حمض أرسل الشيخ سالم أكثر من وفد إلى الرياض طالب من خلالها بِردِّ ما نهبه الإخوان في الوقعة ودفع دية القتلى، وكان رد ابن سعود أنه قال «السبب في هذا الحادث تدخلكم فيما لا يعنيكم اعلموا أن لا حق لكم في بلبول أو قرية وإني أرى أن يقرر ذلك في عهد بيننا وبينكم فنرعاه. أما ما كان لآبائك وأجدادك حقًا على آبائي وأجدادي فإني معترف به». ورجع الوفد إلى الكويت دون تحقيق نتيجة.

### بناء السور الثالث

إحدى بوابات سور الكويت الثالث.

بعد معركة حمض، أصبح الاتجاه السائد والاهتمام الكبير منصبًا على ضرورة بناء سور يحمي الكويت من الأخطار القادمة ويصد عنها غارات الأعداء، وعلى أثر ذكر أمر الشيخ سالم الصباح ببنائه وبدأ العمل لبناء سور الكويت وهو السور الثالث للمدينة في يوم 22 مايو سنة 1920 وقد فرضت الضريبة على الناس، وتم توزيع العمل بين رجال المدينة البارزين، حيث عين شخص مسؤول عن الحفر، وشخص مسؤول عن الصلصال المادة الرئيسية في بناء السور، وشخص مسؤول عن النقل، وشخص مسؤول عن توفير الجص الملاط، وشخص مسؤول عن إطعام العمال، وشخص لتوفير المياه لهم، وانتهى بناء السور في شهر سبتمبر من نفس العام، وامتد السور أكثر من ثلاثة أميال وعزل المدينة تماما عن البر وقد وصل إلى داخل البحر لمنع أي شخص من الدخول إلى المدينة عن طريق البحر، وكان للسور ثلاثة بوابات وبوابة رابعة خاصة للأمير، وكانت كل بوابة أشبه بالحصن، بحيث عندما تغلق وتوضع خلفها المزاليج وألواح الخشب الكبيرة تتحول المدينة إلى قلعة لا يمكن اختراقها، وكان يطلق على الأبواب اسم «الدروازة»، وقد زُو؟ِد السور بأبراج وصل عددها إلى ستة وعشرين برجًا بها فتحات لإطلاق النار.
وفي شهر أكتوبر من نفس العام بلغ الشيخ سالم أن قوات كبيرة من الإخوان تتقدم في الجنوب فخرج من الكويت إلى الجهراء ومعه 500 رجل من أهلها وكان الإخوان قد وصلوا الوفراء جنوب الكويت في 7 أكتوبر ووصل عدد قواتهم إلى 4,000 رجل منهم 500 خيال، ثم انتقلوا من الوفراء إلى الصبيحية في 8 أكتوبر، ومنها إلى الجهراء فوصلوها في 10 أكتوبر حيث نشبت المعركة.

### إلغاء المعاهدة الأنجلو-عثمانية لعام 1913
استند حاكم الكويت الشيخ سالم المبارك في خلافه الحدودي مع نجد إلى المعاهدة الأنجلو-عثمانية لعام 1913 والتي تقرر بأن حدود الكويت تنتهي عند رأس منيفة جنوبا، إلا انه لم يكن يعلم بأن معاهدة دارين الموقعة عام 1915 بين الحكومة البريطانية وبين إمارة نجد والتي اعترفت فيها بريطانيا بابن اسعود حاكما للأحساء والقطيف والجبيل لم تتضمن ترسيما لحدود الكويت ٬ من جهة أخرى رفض الأمير عبد العزيز بن سعود الإعتراف باتفاقية 1913 معتبرة إياها غير ملزمة له لكونها وقعت مع الدولة العثمانية لا معه.
وحسماً للخلاف قرر الحاكم الملكي العام في بغداد في 9 يوليو 1920 إخطار حاكم الكويت الشيخ سالم الصباح بأن المعاهدة الأنجلو-عثمانية لعام 1913 أصبحت ملغية وبأنها ألغيت بعد أن عقدت الحكومة البريطانية معاهدة دارين عام 1915 مع ابن سعود.

## المعركة

### ميزان القوى
تراوحت قوات الشيخ سالم المبارك الصباح في الجهراء ما بين 1,500 إلى 3,000 مقاتل، منهم 500 من سكان مدينة الكويت  وانضاف إليه كل من شيخ الأسلم ضاري بن طوالة ومن معه من شمر ومبارك بن دريع ومن معه من العوازم والدياحين من مطير. بينما تشكلت قوات الإخوان من أهالي هجر الأرطاوية وقرية العليا وقرية السفلى ومبايض والأثلة وفريثان، وتألفت قوة الأخوان من نحو 4,000 رجل منهم 500 خيال، وتضم تشكيلات الأخوان أربعة بيارق (رايات) وكل بيرق ينضوي تحته ألف مقاتل.

### هجوم الإخوان

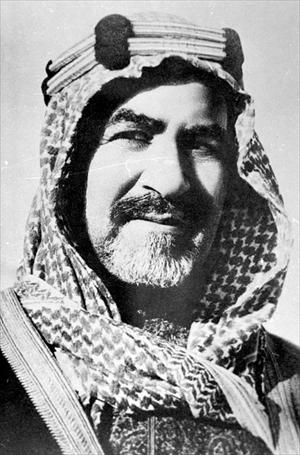
الشيخ أحمد الجابر الصباح، أرسل عدد من الجنود لمساعدة المحاصرين في القصر الأحمر.

شن الإخوان هجومهم على الجهراء في الساعة السادسة من صباح العاشر من أكتوبر، وتوزع هجوم المشاة على عدة جهات من القرية بينما تكفل خيالة الإخوان بتشتيت خيالة المدافعين الذين أوكلت لهم مهمة حماية جناحي القوة المدافعة. حيث وزع الشيخ سالم قواته في الجهراء، وجعل كل من ضاري بن طوالة والخيالة من شمر في الميمنة والشيخ دعيج الصباح وخيالته في الميسرة،
كان هجوم الإخوان عنيفًا ومستميتًا لدرجة لم يستمر معها القتال أكثر من ساعات معدودة حين فوجئ الشيخ سالم وقوته المتحصنة في الجزء الجنوبي الشرقي من القرية بالإخوان أمامهم وجهًا لوجه حيث جرت بين الطرفين معركة قصيرة اضطرت الشيح سالم للانسحاب إلى القصر الأحمر. فانتشرت إثر ذلك الفوضى في بقية القوات المدافعة في مواضع أخرى واندفع أفرادها بغير نظام طلبا للسلامة، وكانت قرية الجهراء قد سقطت بيد الاخوان في الساعة التاسعة فيما تحصن الشيخ سالم وحوالي 600 رجل داخل القصر الأحمر.

### حصار القصر الأحمر
أرسل فيصل الدويش منديل بن غنيمان إلى الشيخ سالم المبارك لعقد الصلح وإلا فإنه سيرخص للإخوان بمهاجمة القصر، وتمثلت الشروط التي عرضها الإخوان للصلح هي الإسلام وإبعاد الشيعة ومنع التدخين والمنكرات وتكفير الأتراك، بالرغم من أن الأتراك كانوا قد غادروا المنطقة منذ سنوات الحرب العالمية الأولى. رد الشيخ سالم المبارك الصباح على الشروط يقول: «أما الإسلام، فنحن والحمد لله مسلمون، ولم نخرج عن الإسلام يومًا ما، والإسلام قائم على خمسة أركان ونحن محافظون عليها، ونؤديها كل فرض في ميعاده، ونحارب المنكر بكل صوره، أما عن الأتراك فلم يثبت عندنا ما يجعلنا نكفرهم».
غربت الشمس دون أن يحضر أحد من طرف الإخوان ولما مضى طرف من الليل ارتفعت رايات الإخوان للهجوم على القصر إلا أنهم قوبلوا بإطلاق نار كثيف من داخله، وأعادوا الكرة مرتين إلا أنهم فشلوا في اقتحامه.

## إرسال قوة عسكرية من مدينة الكويت لنجدة المحاصرين
قام نائب الأمير الشيخ أحمد الجابر الصباح في مدينة الكويت بتجهيز قوة عسكرية لنجدة المحاصرين في القصر الأحمر بالجهراء شملت عدة سفن شراعية مليئة بالرجال والمساعدات إضافة إلى قوة برية يقودها ضاري بن طوالة.

## الصلح وانسحاب الإخوان

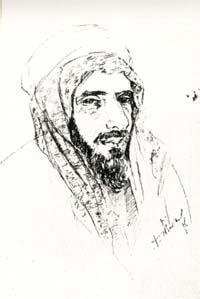
فيصل بن سلطان الدويش، قائد الإخوان في معركة الجهراء.

كان من الصعب على فيصل بن سلطان الدويش أن يتقبل الهزيمة، حاول لمرات عديدة القيام بعملية التفاف ومناورات حربية وهجمات على القصر الأحمر ولكنه في كل مرة كان يكتشف أنه لا جدوى من سقوط القصر ولا فائدة ترجى من عمليات الكر والفر التي اتخذها أسلوبًا لتحقيق أهدافه، حيث كان يفشل في كل مرة من اختراق نيران المقاتلين في حصون القصر الذين صمموا على الذود عنه بالصمود والتحدي ونجحوا في صد كل المحاولات التي جرت لاستسلامهم، أو إخراجهم من القصر عنوة، على الرغم من معاناتهم الكبيرة جرّاء شح الماء. وعندما أشرقت عليهم شمس اليوم الثاني للمعركة، كاد أن ينفذ صبرهم لولا أنهم أبصروا وهم داخل القصر سفن شراعية قادمة من سواحل مدينة الكويت لإنقاذهم، مما رفع معنوياتهم وخفف سرعة تنامي اليأس في صدورهم.
مع بداية اليوم الجديد، حاول فيصل الدويش أن يجس نبض المحاصرين داخل القصر، فأرسل لهم أحد فقهاء الإخوان، ويدعى عثمان بن سليمان، لاستكمال شروط الصلح آنفة الذكر. وأشتد على من في القصر العطش فلما وصلهم ابن سليمان أخرج من مخبئه رسالة من فيصل الدويش تتضمن شروط الصلح التي عرضها منديل بن غنيمان سابقًا فتظاهر الشيخ سالم المبارك الصباح بقبول تلك الشروط دون أن يفكر بالأخذ بها جديًا ولم يكن يهمه يومئذ سوى الإفلات من الحصار فأوعز إلى كاتبه أن يكتب جوابًا إلى فيصل الدويش يظهر فيه خضوعه لشروط الصلح على أن تنسحب قوات الإخوان عن القصر والجهراء، فرحل الإخوان عن الجهراء باتجاه الصبيحية في يوم 12 أكتوبر.

### الاخوان في الصبيحية
رحل الاخوان عن الجهراء ونزلوا أبار الصبيحية في جنوب الكويت وكتب فيصل الدويش إلى الإمام عبد العزيز بن سعود في 13 أكتوبر يخبره بتفاصيل معركة الجهراء 
| معركة الجهراء | بسم الله الرحمن الرحيم من فيصل بن سلطان الدويش إلي جناب اليمام (الإمام) المكرم عبد العزيز بن عبدالرحمن الفيصل وفقنا الله واياه لما يحبه ويرضاه آمين. سلام عليكم ورحمة الله وبركاته ، وموجب الخط ابلاغ السلام والسؤال عن احوالكم ، أحوالنا بحمد الله على ما تحبون بعد ذلك نعرفكم أنه بعد ما جانا خبر مغزا دعيج (الصباح) فزعنا وعقب جانا خبر خذلان الله له تطلق منه غزوان وأكان (أغار) ابن طوالة على أهل اللهابة وأكان ابن ماجد على أهل رماح وأكان كران على الشباك وقومه، وكلهم أخذو دبش. وحطينا مغزانا مطلاب ولا قسم الله اننا نوافقهم وحنا نقص جرة البل (نتتبع أثر الأبل المنهوبة) وردنا الصبيحية والبل (الأبل) الماخوذة وردت الجهراء وأقامنا على الصبيحية يوم (واحد) مقصدنا نبي غدي الله يظهر لنا أباعرهم نغير عليها لأن حنا ما ظنينا أن فينا نطحة لموازاة ابن صباح وأهل الجهراء لأنهم أولا واجد (كثيرو العدد) وثانيا في قصور(اي متحصنين بها). وثورنا (رحلنا) من الصبيحية ونوخنا (نزلنا) عند ارحيه ، وروحنا لنا سبور وواجهت خيل لابن صباح وثورنا من ارحيه قصدنا ننوخ وراء الجهراء ايلا ما تجينا أباعرهم. ويوم ظهرنا (حينما غادرنا) ايلا حنا زولهم زولنا (وجهناهم وجها لوجه) موجب كثرهم وقلنا (بسبب كثرتهم وقلتنا) وايلا معاد لنا حيلة إن جنبناهم ركبوا ظهورنا وعورونا وان جيناهم ايلا هو مشكل ناس كثير وفي جدران ونشب الطراد بين خيلنا وخيلهم ونوخنا ودرجنا عليهم. والله يا عبدالعزيز ما لنا قصد إلا نكافي دون اعمارنا والا ما هقينا (لم نتوقع) أن هالأمر يصير الله كريم. وعقب ما درجنا وثارت البندق والله ينزع عنهم يده ويكسرهم وركضون الاخوان ايلا ما طمروا (إلى أن قفزوا) في القصور ويعينا الله عليهم وياخذهم الله ويزيحهم ونتولا الجهراء ومن فيها ويزبن ابن صباح بنفسه قصره الحمر هو واللي معه ونقيم في الجهراء يومين ويرسل لنا (ابن صباح) ويطلبنا الأمان على انه صديق صديقك وعدو عدوك ويعاهدنا على ذلك ويطلب منا أننا نشد على الصبيحية وحنا شرطنا عليه أن الصلح على رضاك. بقا بالخاطر إن كان معجبك صلح ابن صباح وتعرف ان بيصمل (يستمر فيه) فالحمد لله وتعرف ما لنا قصد إلا مكافاة شرة يوم بلانا فإن كان لك نية ثانية في الكويت وأطرافه ولا انتب باغي (لا تريد) صلحه فعرفنا واستلحق علينا باقي أهل الأرطاوية ما نبي غيرهم أحد ونكفيك اياه انشا الله (إن شاء الله) هو وكويته وإن كان غير ذلك فحنا نستنظر الدبرة. أما من قبل خدامك الإخوان ذبح منهم ماية (مائة) وصوباهم (والمصابين منهم) مايتين (مائتين) وهم من فضل الله سالمين نرجوا ان الاموات انشاء الله شهداء عن قبل ذبحى ابن صباح وقومه والله يا عبدالعزيز ما ينتقيسون ولا نعطيك جواب عن كثرهم من قلهم حنا حال التاريخ على الصبيحية واصلك طامي بن حبيليص بشير نرجوا من الله ينصر دينه ويعلي كلمته وعجل علينا الرد فيما يقتضيه نظرك (...) 30 محرم 1339 هـ (13 أكتوبر 1920) (ختم فيصل الدوش) | معركة الجهراء |

### استكمال الصلح
كتب فيصل الدويش بتاريخ 14 أكتوبر إلى الشيخ سالم المبارك الصباح يطلب منه إيفاد هلال بن فجحان المطيري إليه حتى يتم التفاهم حول استكمال الصلح، ورفض الشيخ سالم ذلك وذكر أن الدويش ان أراد التفاوض فعليه أن يرسل أحدًا من طرفه. فأوفد الدويش جفران الفغم فوصل إلى مدينة الكويت في 18 أكتوبر ورفض الشيخ سالم مقابلته.
في أثناء ذلك قدمت قوات أضافية لدعم صفوف قوات الإخوان في الصبيحية، مما دفع الشيخ سالم لطلب المساعدة البريطانية. وبعد أسبوع قابل الشيخ سالم جفران الفغم وحضر اللقاء الرائد جون مور، المقيم السياسي البريطاني في الكويت، وطلب جفران الفغم بتطبيق ما تضمنه الصلح ورفض الشيخ سالم الشروط وسلم الرائد مور الفغم رسالةً رسميةً تتضمن تهديدًا من الحكومة البريطانية للإخوان من أي هجوم تتعرض له الكويت وأُلقِيَت بعض من نسخ هذه الرسائل فوق مخيم الإخوان بالصبيحية عن طريق الطائرات وخرج الفغم راجعًا للدويش، حيث أرسل رسالة إلى عبد العزيز آل سعود يشرح فيها ماتم في اللقاء، فقال:
بسم الله الرحمن الرحيم

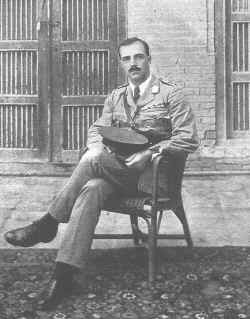
السير أرنولد ويسلون، المفوض المدني بالوكالة في العراق.

من جفران الفغم إلى عبد العزيز بن عبد الرحمن الفيصل سلمه الله وهداه

السلام عليكم ورحمة الله وبركاته:

أحببت أن أخبرك بمخاطبتي للإنجليزي، جئت مثلما أخبرك الإخوان أنهم مرسلون إليهم وبعدما جئتهم أبرقوا لحاكم بغداد بواسطة التيل (تلغراف) وأبقوني عندهم إلى أن يأتي الرد ثم جاء الإنجليزي ومعه ثلاث مراكب وطيروا الطيارة للإخوان.

وليلة الطيارة جاية للإخوان واذا ببرقية قادمة من البحرين تقول فيها ان ابن سعود جمع عشائره عند الأحساء والقطيف وهجم على الكويت.

واستلحقني الأنجليزي صباحًا وجئت إليه انا وأخواني سبعة وإذا سالم بن صباح وهلال المطيري عنده عند الإنجليزي فقالوا لي وش علمكم؟ هل أنتم آتون بأمركم أو بأمر ابن سعود؟ وابن سعود شريف ما يأمركم بهذا الامر.

فقلت له ابن سعود أمرنا على البادية اللي نفرت وهم ابن حلاف والمريخي وابن ماجد عصوا وخرجوا من بلاد ابن سعود ثم عادوا وغزوا رعايا ابن سعود وقد أمرنا ابن سعود أن نغزوهم وقال لنا جمشة (أي بلدة) الكويت لا تقربوها وفي الصباح غزوناهم في الجهرة وأمر الله عليهم بالذي امر ولكن لقينا ابن صباح عندهم فرجعنا على الصبيحية وراجعنا ابن سعود ان قال لنا امشوا على الكويت مشينا وإن قال ارجعوا عنه رجعنا، أما حريم ابن طوالة فقد ادخلوهن الكويت واسكنوهن في عشاش وأنت سالم والسلام.

### وصول القوات البريطانية

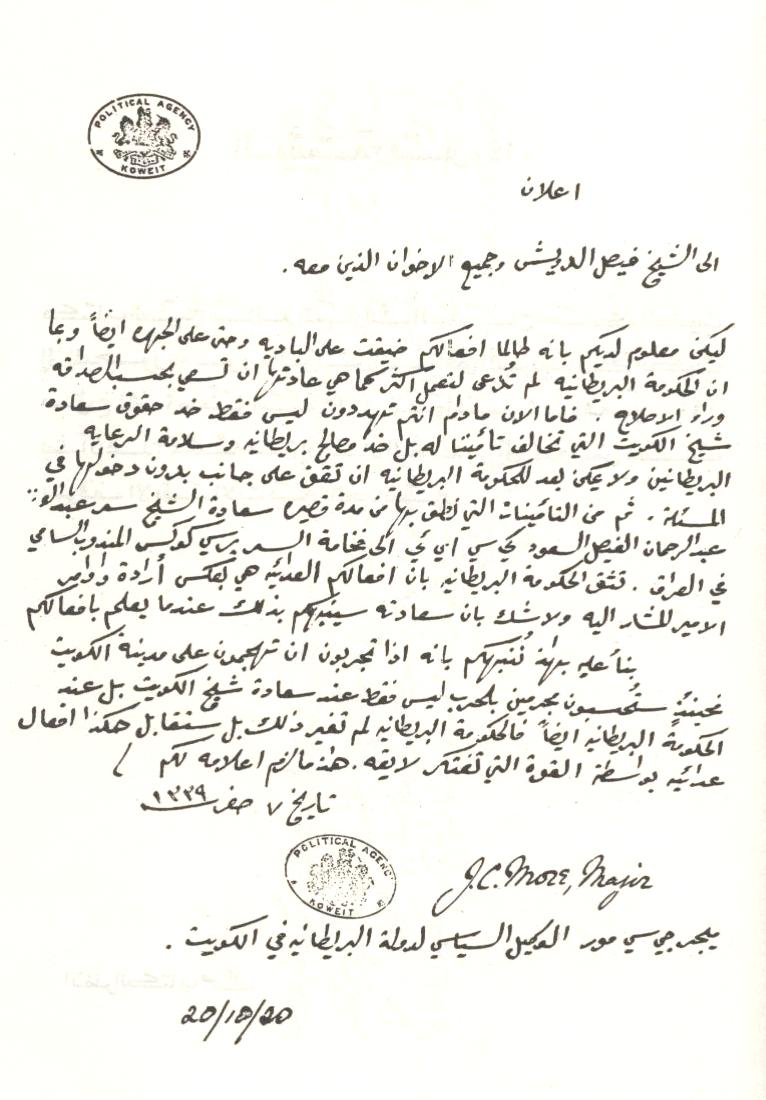
رسالة الرائد جي سي مور إلى الشيخ فيصل الدويش.

وصلت السفينتان الحربيتان «اسبيكل» و«لورنس» إلى ميناء الكويت في 21 أكتوبر بالإضافة إلى طائرتين بريطانيتين. وفي 22 أكتوبر وصلت سفينة حربية ثالثة على متنها السير أرنولد ويلسون المفوض المدني بالوكالة في العراق. أرسلت بعدها طائرة حلقت فوق مخيم الإخوان في الصبيحية وألقت منشورات تتضمن تهديدهم من مغبة شن هجوم على مدينة الكويت، فقيل: 

### رد فعل الإخوان
كتب فيصل بن سلطان الدويش كتاباً إلى الشيخ سالم قال فيه:
| معركة الجهراء | من فيصل بن سلطان الدويش إلى سالم الصباح سلمنا الله وإياه من الكذب والبهتان وأجار المسلمين يوم الفزع الأكبر من الخزي والخذلان أما بعد فمن يوم أن جاءنا ابن سليمان يقول أنك عاهدته على الإسلام والمتابعة لا مجرد الدعوى والانتساب كففنا عن قصرك بعد ما خرب وأمرنا برد جيش ابن سعود على أمل أن ندرك منك المقصود فلما علمنا أنك خدعتنا آمنا بالله وتوكلنا عليه يروى عن عمر أنه قال "من خدعنا بالله انخدعنا له " فنحن بيض وجوهنا نرجو الله أن يهديك وألا يسلطنا عليك إياه نعبد وإياه نستعين. | معركة الجهراء |

كما ارسل فيصل الدويش كتاباً إلى الامام عبد العزيز أل سعود في 27 أكتوبر نصها الآتي 
| معركة الجهراء | من فيصل بن سلطان الدويش إلي جناب الإمام المكرم عبدالعزيز من عبد الرحمن الفيصل أعز الله به الاسلام والمسلمين وأذل به الشرك والمشركين أمين السلام عليكم ورحمة الله وبركاته بعد ذلك خطكم (كتابكم) اللي (الذي) مع طامي بن حبيليص وصل وتذكر فيه ان حنا ما نعارض الكويت بنفسه (نهاجم مدينة الكويت) وحنا انشاء الله على ظنك ونبرء إلى الله من أمر نغدي فيه (نكون) مايرضي والي أمرنا ونعرفك بسنعنا (نعلمك بحسن صنيعنا) طلب منا ابن صباح يدخل عليه واحد من الإخوان وادخلنا عليه جفران وأخذ عنده ثمانية أيام ولولا الله ثم مرعاة خاطرك جهزنا عليه ودرينا ان ما عنده سوى المكر وجائت إلينا طائرة وبقو (كاد) يرمونها (يطلقوا عليها النار) الاخوان وعييت عليهم (منعتهم) وقلت ان فعلوا شيء يمديكم ترمونها (سيكون لكم الوقت الكافي لرميها) ولم يفعلوا شيء فتركناها ويوم جونا (ولما أتى لنا) رعيان جيشنا من باكر وايلا يعينون خط طايح (شاهدوا منشورا ملقى على الأرض) ايضا جانا جفران واحضر كتاب مقابيله وحينما علمنا بأن هذا رد الإنجليز وادعوا بالعملة (التعامل) التي بينك وبينهم لم يعد بامكاننا القعود على الصبيحية لأنك تعلم الإخوان معهم بعض الجهل وخشيت ان نستقيم ويبدر أمر لا يرضيك وأردت ان اشطر (افرق) الأخوان حتى تأتي منك دبرة مباركة وحال التاريخ وحنا واردين اللصافة (أما) من طرف اخبار جفران عن بن صباح ماخلوه يواجه أحد (لم يسمح له بلقاء احد) إلا ان ضريطهم واجد (هرائهم كثير) يقولون ان كافرهم هاللي وراهم (الذي خلفهم) ابن مرداو (الشيخ خزعل بن جابر بن مرداو) بيعينهم بسبعة ألاف خيال ويقولون ان الانجليز معطينهم هالطيارة (أعطوهم هذه الطائرة) وبيعطونهم مدافع وأسلحة واني انا يبن صباح عندي من خزنة جابر (الشيخ جابر الصباح) إلي مبارك (الشيخ مبارك الصباح) والله ان انفقها كلها في حرب ابن سعود من مكة (إمارة مكة) إلي الجبل (إمارة جبل شمر) إلي الكويت (إمارة الكويت) وانا يا بن صباح ابمشي على الحسا (سأسير إلي الأحساء) بر وبحر وان حتى الانجليز مأمليني بحرب ابن سعود وحنا (نحن) والله خابرين هذا أمر كله خرطي (هراء) ولكن حنا نبي نبينه لك ايضا من فضل الله المسلمين قويين بالله ما هم بضعيفيين لحد ونحن يا عبد العزيز نريد ان نشير عليك انت اضعفت نفسك واضعفت المسليمن ببعض دبرك (تدبيرك) اذا تبين عير ناهق مطفيته الدراهم وكسره الله ثم كسروا المسلمين شوكته قلت اتركوه في بلاده انا اراوز خاطر الانجليز مثلة حكية الشريف يوم كسره الله تركته ثم ابن صباح صار مثله اليوم فبقي بالخاطر يا عبد العزيز اذا كان هذا رأي منك فلا هو بموافق لا دين ولا عقل وفكر في هذا الأمر وراجع فيه علماء المسلمين وان كان هذا امر من الانجليز فهذا امر غش اما ان كان الشريف او ابن صباح رعية لهم وتحت حمايتهم ويمنعونهم من جميع التحركات وانت ملتزم لهم بمنعهم والمسلمين ما التزمنا به التزموا به فان كان المقصود ان الحركة في البر مطلقة وفي البلاد ممنوعة فهذا امر فاسد ودرينا به وعقولنا عقول بدو واليوم ما نبغى إلا ما عطيتنا يا رعيتك وخدامك معطينل تحيكم الشرع وحنا نبي منك الشرع ولا يرهبك احد… نرجوا ان الله يديم وجودك وينصر دينه ويعلي كلمته هذا ما لزم تعريفه مع ابلاغ السلام اليمام (على الإمام) والشيخ عبدالله والشيخ سعد وكافة المشايخ والأخوان والعيال ومن عندنا خدامك الإخوان نايف وعبدالعزيز وهايف وفيصل وجفران ومنديل ومطلق وملبس بن جبرين وطامي القريفه وكافة الاخوان كبيرهم وصغيرهم يسلمون عليك ويطلبونك الحل والاباحة والسلام 15 صفر 1339 هـ | معركة الجهراء |

## ما بعد الجهراء
انسحب الاخوان من الصبيحية إلا أنهم رجعوا من جديد في منتصف شهر ديسمبر بجموع كبيرة بقيادة فيصل الدويش وأغاروا على مزيد بن فيصل الدويش في شمال الكويت حيث قتل واستولوا على أمواله ثم واصل الإخوان مسيرهم شمالاً وأغاروا على الظفير.
وبعد أن غزا فيصل الدويش الضفير نزل بالقرب من الزبير وأرسل إلى حاكمها ابن إبراهيم ينبئه بمقدمه وأنه راغب بالمسابلة مع الزبير، وطالبا منه أرسال رجال من طرفه يتعرفون على ودائعهم التي كانت عند الضفير وقت غارة الدويش عليهم.
إلا أن الحاكم السياسي البريطاني للبصرة بلغته أمور بطريقة أخرى فكتب رسالة إلى الدويش وأوصلها لحاكم الزبير ليعطيها الدويش دون أن يعلم ابن إبراهيم ما جاء فيها، فلما قرائها الدويش استاء منها وطرد رجال الزبير المكلفين بسترجاع ودائع أهلها واعلن الحرب عليها مما دفع ابن إبراهيم للذهاب إلى البصرة عند حاكم البصرة البريطاني الذي اسعفه بخمسمائة بندقية وفرقة من الجنود لحفظ الزبير. وأرسلت طائرة فوق جموع الإخوان لترهيبهم، فرجعوا إلى نجد.

## الصلح في الرياض
تولى حاكم المحمرة الشيخ خزعل أمر الصلح بين الكويت والرياض فقدم للكويت والتقى مع الشيخ سالم لهذا الغرض، ثم تقرر أرسال وفد للصلح إلى الرياض مكون من الشيخ أحمد الجابر الصباح ولي عهد الكويت آنذاك حيث ترأس وفد الصلح وضم الوفد الشيخ كاسب ابن الشيخ خزعل وأيضًا كل من عبد اللطيف باشا المنديل وعبد العزيز البدر.
سافر الوفد على اليخت الخزعلي إلى البحرين وحل في ضيافة الشيخ عيسى آل خليفة حاكم البحرين ثم نزل إلى الإحساء في ضيافة الأمير عبد الله بن جلوي ثم إلى الرياض حيث قابل الوفد سلطان نجد عبد العزيز آل سعود، وقبل مغادرة الوفد للرياض والرجوع للكويت بلغهم وفاة أمير الكويت الشيخ سالم الصباح فابتهج الملك عبد العزيز آل سعود لذلك وقال للشيخ أحمد الجابر:
| معركة الجهراء | أما الآن فحيث صار الأمر لك فلا أرى من حاجة إلى شروط أو تحفظات، فأنا لك سيف مسلول اضرب بي من شئت، وأنت أولى بالقبائل التي تحت أمري ولك أن تؤدب من تشاء إذا ما بدر منها اعتداء على أحد رعاياك. أما حدود الكويت فأنها ستمتد إلى أسوار الرياض ولا أقبل أن تكون هي ما قطعنا بها آنفًا ولك على هذا عهد الله وميثاقه. | معركة الجهراء |

## ترسيم الحدود
في 2 ديسمبر 1922 وقعت معاهدة العقير التي تضمنت ترسيم حدود بين الكويت ونجد. وقع المعاهدة كل من عبد الله الدملوجي نائبًا عن الملك عبد العزيز، والرائد جون مور الوكيل السياسي البريطاني نائبا عن الشيخ أحمد الجابر الصباح.

## وصلات خارجية
- بحث حول معركة الجهراء.